# Лешкевич, Николай Анатольевич
Николай Анатольевич Лешкевич (род. 12 октября 1953; д. Ольпень Брестской области) — советский белорусский шашечный композитор и шашист. Бронзовый призёр национального чемпионата (2015).
Участник Первого чемпионата БССР по шашечной композиции, где занял 18 место в разделе Проблемы-64.

## Биография
Родился в деревне Ольпень Брестской области в 1953 году. Научился играть в шашки ещё до школы — на самодельных картонных шашках и доске, разрисованной угольками на черные поля. В 7 лет, в 1961 году, начал ходить в школу в родной деревне. Спустя несколько лет начал участвовать в конкурсах по решению шашечных позиций в «Сельской газете», где рубрику «Шашки» вел легендарный пропагандист Аркадий Венедиктович Рокитницкий. Начал составлять композиции сам, свою первую композицию опубликовал в 1969 году в «Сельской газете». С этого времени начал выписывать журналы «Шашки» и «Dambrete», где, по воспоминаниям, «решал все опубликованные там позиции».
В 1971 г. поступил на математический факультет БГУ. Во время учёбы занимался активными видами спорта (водный туризм, бег на лыжах), практической игрой в шашки. В своем интервью Николай Анатольевич называет своим наставником называет мастера спорта по шашкам-64 Ивана Езубчика.
В 1976 г. окончил вуз (специальность — «математика»), принял участие в первом белорусском чемпионате по шашечной композиции (в разделе «проблемы-64», 18 место), начал работать на Минском моторном заводе (отдел АСУП).
В 1978 г. на втором чемпионате БССР по шашечной композиции в разделе «проблемы-64» занял 13 место.
В 1978—1984 г.г. составлял шашечные композиции, публиковавшиеся в белорусских республиканских газетах, участвовал в конкурсах по шашечной композиции, проводимых Гарри Далидовичем (выполнил 4 классификационных балла).
В 1980 г. выполнил норматив кандидата в мастера спорта СССР по русским шашкам.
В 1982 г. на третьем чемпионате БССР по шашечной композиции в разделе «проблемы-64» занял 6 место.
В 1986—2006 г.г. отошёл от шашечной композиции.
В 2007 г. вернулся в шашечную композицию.
В 2009 г. на Первом этапе XV чемпионата Беларуси по шашечной композиции стал 13-м в разделе «Проблемы-64».
По профессии — ведущий инженер-программист.

## Спортивный достижения
1-е место в 7-м открытом чемпионате Минской области в 2009 г.,
3-е место в чемпионате Новополоцка 2010 г., в международном конкурсе «Пинск-2012», 3-е место в первом этапе XVIII чемпионата Беларуси по шашечной композиции 2015 г.

## Тривия
В числе трех лучших книг по шашечной композиции Н. А. Лешкевич называет:
Цукерник Э. Г. «Антология шашечных комбинаций»;
Рокитницкий А. В. «Шашки и комбинации»;
Городецкий В. Б. «Книга о шашках».

## Семья
Супруга, две дочери.